# 森澤晴行
森澤晴行，日本男性插畫家、漫畫家，生於富山縣，現居東京都。

## 作品

### 小說插畫
- （電擊文庫）
- （HJ文庫，2008年8月）
- （著：諸星崇，富士見Dragon Book（日语：富士見ドラゴンブック））
- 蒼穹的驅真（著：橘公司，富士見Fantasia文庫；代理：台灣東販）
- 對某飛行員的追憶（著：犬村小六，GAGAGA文庫；代理：尖端出版/99讀書人·上海文藝出版社）
- 獻給某飛行員的戀歌（著：犬村小六，GAGAGA文庫；代理：尖端出版/99讀書人·上海文藝出版社）
- 獻給某飛行員的夜曲（著：犬村小六，GAGAGA文庫；代理：尖端出版/99讀書人·上海文藝出版社）
- （著：犬村小六，GAGAGA文庫）
- 女性向遊戲攻略對象竟是我…！？（日语：乙女ゲーの攻略対象になりました…。）（著：秋目人，電擊文庫；代理：台灣角川）
- DREAM C CLUB（日语：ドリームクラブ）（著：万葉悠斗，Minori文庫（日语：みのり文庫））
- 輪迴的拉格朗日（著：月見草平，MF文庫J）
- 英雄教室

### 遊戲角色設計
- （STARFISH-SD（日语：スターフィッシュ），PlayStation 2）
- （STARFISH-SD，任天堂DS）
- DREAM C CLUB（日语：ドリームクラブ）（D3PUBLISHER（日语：ディースリー・パブリッシャー），Xbox 360、PlayStation Portable）
- DREAM C CLUB ZERO（日语：ドリームクラブZERO）（D3PUBLISHER，Xbox 360）
- （D3PUBLISHER，Xbox 360、PlayStation 3）
- （FURYU（日语：フリュー），PlayStation Portable、任天堂3DS）
- （FURYU，PlayStation Portable、任天堂3DS）

### 卡片遊戲
- LORD of VERMILION（日语：LORD of VERMILION）（史克威爾艾尼克斯，街機遊戲）
- 擴散性百萬亞瑟王（史克威爾艾尼克斯，智能手機遊戲）

### 遊戲書
- Queen's Blade Rebellion（日语：クイーンズブレイド リベリオン）（2011年，角色設計·插圖）

### 動畫角色設計
- 輪迴的拉格朗日（角色原案）
- 輪迴的拉格朗日 鴨川的日子（角色原案）

### 手辦角色設計
- SP Color版（Morrigan Color）A-TOYS；原型制作：安倍匠
- （Normal Color版）HAPPINET（日语：ハピネット）；原型制作：安倍匠

## 外部連結
- ALL GREEN（個人Blog） （页面存档备份，存于）
- （日語）森澤晴行的X（前Twitter）